# アラド E.381
アラド E.381
アラド234 V21の胴体下に搭載されたアラド E.381の模型。シュパイアー技術博物館の収蔵品。
- 用途：パラサイト戦闘機
- 分類：ロケット機
- 製造者：アラド
- 運用者： ドイツ国（ドイツ空軍）
- 生産数：エンジン搭載機は0[1]。無人の木製機体は4機[2]。
- 運用状況：完成機の生産に至らず

アラド E.381（「Kleinstjäger」直訳で最小戦闘機）はパラサイト・ファイターとして提案された機体である。第二次世界大戦中の1944年12月、アラド・フルークツォイクヴェルケはナチス・ドイツのルフトバッフェ用にこの機体を考案した。E.381は母機となるアラドAr234に吊り下げられて運ばれ、発進することになっていた。それからこの機体はロケットエンジンに点火、アメリカ合衆国やイギリスの爆撃機を攻撃するものとされた。公的な補助や予算の欠如によって開発作業は中止となった。
提案には3種類の派生型が存在していた。各型の燃料容量は、目標に対し2度の攻撃行動用の分しか持たず、この後、操縦士が胴体下のソリを用いて降着するためには、動力無しで滑空していく必要があった。肉薄しての迎撃を生き残るため、E.381は前面投影量が最小となるよう設計されていた。これにより、前面から撃たれても可能な限り生存の機会を高めている。これはまた、操縦士に伏せの姿勢で機体へ乗ることを強いた。機の断面積は0.45平方mであり、Bf 109の断面積のおよそ4分の1程度である。

## 開発

アラド E.381/I

第二次世界大戦末期の1944年12月、ドイツの航空機メーカーであるアラド、BMW、ゴータ、ハインケル、ヘンシェルおよびツェッペリン飛行船会社は、迎撃か地上攻撃を任務とし、小型ロケットもしくはジェットで駆動する航空機の設計案を提出した。これらの提案は全て「コックピット内部の操縦士に過度な荷重をかけることで、戦術的に優越を得る」というドイツ空軍のコンセプトを用いていた。こうした提案において想定された荷重は、航空機の構造には妥当だったが、通常の座った姿勢をとる人間の許容能力には過ぎたものだった。設計者は伏せの姿勢をパイロットに取らせ、この制約を軽減しようと試みた。これは耐久可能な荷重制限を増やすものだった。またこの方法は胴体の寸法を小さくし、機体重量や抵抗の軽減を図れるものだった。より小さい横断面も、敵の機銃手によって撃たれる確率を減少させることができ、アラド社はこれを存分に利用した。彼らの「特別な設計思想」によれば、この戦闘機は爆撃機編隊の近くを飛び、直射距離でMK 108機関砲を発射するよう設計されていた。
E.381は、連合軍の爆撃機を撃破するにあたり、アラド社がドイツ航空省にパラサイト・ファイター、つまり他の航空機の胴体下に取付けて運ぶ機体を提案したことで始まった。I、IIおよびIIIという3種類の派生型が設計された。基本的には各バージョンとも、装甲化された筒に兵装と駆動用のヴァルター HWK 109-509ロケットエンジンを組み込んだものである。この機体は、目標に2度接近するに充分なだけの燃料と、同様に60発（資料により45発）の30mm機関砲弾のみを携行した。意図としては、攻撃中に機が燃料を使い果たすと、操縦士は地上まで戦闘機を滑空させ、ドラッグシュートを開いて機の簡易な降着用ソリで着陸するというものだった。計画が中止されたため、この設計案は1機たりとも完成しなかったものの、幾つかの木製の機体と、操縦士が伏せの姿勢を訓練するために提供されたモックアップ1機が1944年に製造されている。E.381の計画は、母機となるAr 234Cの不足と共に、ドイツ航空省の関心と予算を欠いたことから中止となった。4基のBMW 003ジェットエンジンを装備したAr 234Cがこの任務へ投入されようとしていたが、戦争終結までに一度も飛行試験を行えなかった。

## 派生型

### アラド E.381/I
E.381/Iは最初の設計である。胴体の横断面は円状であり、操縦士の視察用として、機首に小さな円形の窓を装備している。厚さ5mmの装甲シェルが胴体の大部分を防護していた。断面積が0.45平方m、つまりBf109の横断面の4分の1程度と、非常に窮屈なコックピット内部で操縦士は伏せの姿勢をとることとなっており、着脱可能な140mm厚の防弾ガラスのスクリーンが操縦士の前面に装着されていた。操縦士のヒジ部分にあたる胴体の両側面には小さなバルジが配置されていた。3個のC-Stoffタンクがパイロットの周囲に置かれ、また操縦士とエンジンの間にある中央区画にはT-Stoffの酸化剤タンクが装備された。この航空機は機体の頂部に直線翼を装備した。主翼に近いドーサル・エリアでは、30mm MK 108機関砲と弾薬60発（資料により45発）を収容するため胴体が隆起していた。ヴァルター HWK 109-509Aシングルチャンバー式ロケットエンジンが胴体後部下方に据え付けられたほか、双尾翼とドラッグシュートの収容部分も設けられた。
この機が降着するには、格納可能な降着ソリを降ろし、機速を落とすためのドラッグシュートを用いなければならなかった。操縦士は、コックピット上部に設けられたハッチからのみ機体に入り込むことができた。E.381の操縦士は、Ar 234Cの胴体に接続される前に機体に乗り込んでいなければならず、母機に接続された際には、緊急事態が生じた場合にも機から脱出する方法が無かった。

### アラド E.381/II

側面から見た内部構造図。E.381/IIの胴体内艤装配置を示す。全てのバージョンに存在した主な機材が描かれている。5mm厚の装甲シェルが胴体を防護しており、風防部分は145mm厚の防弾ガラスで作られていた。この後ろには140mm厚の防弾ガラスが設けられていた。パイロットの体の上方は段になっており、30mm機関砲と弾薬45発が収容されている。パイロットの体の周囲はC-Stoff燃料のタンクになっており、またパイロットの足の後ろにはT-Stoffの酸化剤タンクがあった。T-Stoff燃料の後方には着陸時に機の速度を落とすためのパラシュート、そしてエンジンが配置される。

E.381/IIは2番目の設計である。大型化された事とフィンが小型になった事を別にすればE.381/Iと非常に似通っている。この派生型は、より太く、そして長さが5mに短縮された胴体を装備するよう計画されていた。さらに主翼レイアウトがやや高めの中翼形式となった。この機体もヴァルター HWK 109-509 A-2エンジンで駆動する。エンジンは推力1,700kgを発揮すると評価されていた。機首から後方およそ4分の1から、段状に胴体が太くされており、これは尾部まで続いた。この段の内部にはMK 108機関砲と45発の弾薬が内蔵された。

### アラド E.381/III
E.381/IIIは3番目の設計である。以前の派生型より大型になっていることを別とすれば、この機体もE.381/Iと似ている。先行する機体胴部の横断面は円状だったが、この型の横断面はより三角状に近くなっており、さらに30mm Mk 108機関砲がロケット弾6発へと換装された。降着の手順に変更はなかったが、操縦士がもっと容易に出入りしやすいよう、機体側面にハッチが加えられた。
| バージョン/Mark | 全長  | 全幅  | 全高  | 主翼面積 | 空虚重量 | 全備重量 | 翼面荷重    | 最高速度 |
| --------------- | ----- | ----- | ----- | -------- | -------- | -------- | ----------- | -------- |
| I               | 4.69m | 4.43m | 1.29m | 5平方m   | 830kg    | 1,200kg  | 240kg/平方m | 900km/h  |
| II              | 4.95m | 5m    | 1.15m | 5平方m   | 不詳     | 1,265kg  | 235kg/平方m | 885km/h  |
| III             | 5.7m  | 5.05m | 1.51m | 5.5平方m | 不詳     | 1,500kg  | 272kg/平方m | 895km/h  |

## 性能 (E.381/I)

アラド E.381/Iの三面図。

アラド E.381/IのデータはAircraft of the Luftwaffe 1935–1945: An Illustrated Historyに拠る。
- 主要諸元
  - 乗員：1名
  - 全長：4.69m
  - 全幅：4.43m
  - 全高：1.29m
  - 空虚重量：830kg
  - 全備重量：1,200kg
  - エンジン：ヴァルターHWK 109-509Aロケットエンジン、1基
- 性能
  - 最大速度：900km/h
- 兵装
  - 機銃：MK108 30mm機関砲、1門
  - ロケット弾：RZ73（Mark IIIのみ）[2]、6発